# Lista de primeiras-damas do Brasil

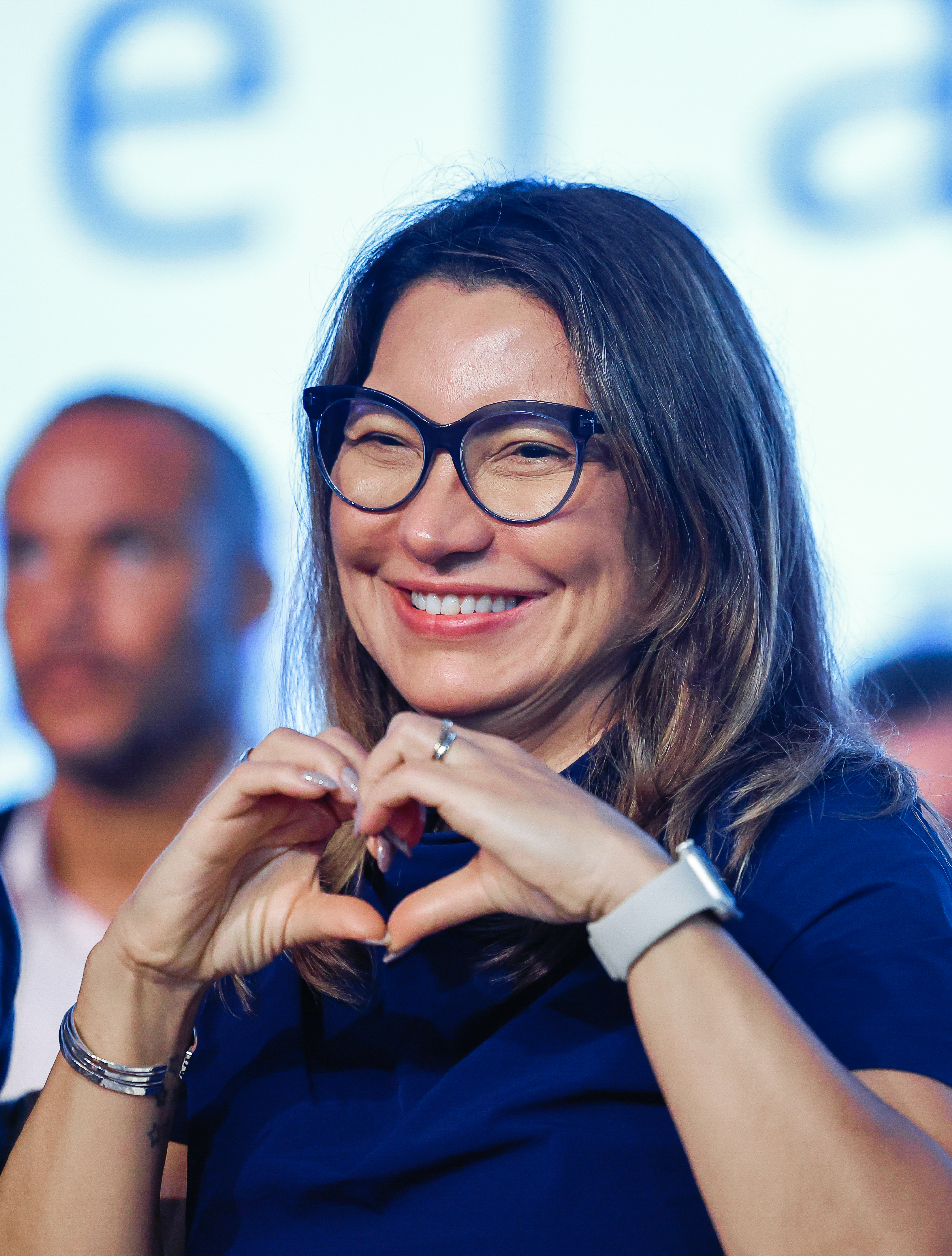
Rosângela Lula da Silva, a atual primeira-dama do Brasil.

Esta é a lista de primeiras-damas do Brasil, título que recebe a anfitriã do Palácio da Alvorada. O cargo é, tradicionalmente, preenchido pela esposa do presidente do Brasil atual, mas em uma ocasião especial, o título pode ser aplicado a mulheres que não são as esposas do presidente, quando o presidente é solteiro ou viúvo. Não possuem funções oficiais dentro do governo, mas costumam participar de cerimônias públicas e organizar ações sociais, tais como eventos beneficentes. Além disso, uma primeira-dama carismática pode ajudar a transmitir uma imagem positiva de seus cônjuges à população.
Houve trinta e oito primeiras-damas e trinta e quatro esposas de presidentes. Essa diferença existe porque os presidentes Getúlio Vargas e Ranieri Mazzilli serviram dois mandatos não consecutivos sendo contados cronologicamente duas vezes cada. Outra diferença vem do presidente Hermes da Fonseca que, tornando-se viúvo em pleno mandato, contraiu núpcias novamente. E os presidentes Rodrigues Alves e Castello Branco sendo, ambos viúvos, suas filhas desempenharam tal função. Dilma Rousseff, primeira e única mulher presidente até o momento, foi divorciada duas vezes, o que não trouxe junto a sua presidência a figura do primeiro-cavalheiro.
Seguindo a posse de Luiz Inácio Lula da Silva em 1 de janeiro de 2023, sua esposa Rosângela Lula da Silva tornou-se a trigésima oitava primeira-dama brasileira.

## Lista de primeiras-damas do Brasil
Esta lista inclui todas as mulheres que serviram como primeiras-damas, independentemente de serem casadas ou não com o presidente do Brasil.
| Fotografia                                  | Primeira-dama                                                                          | Idade ao assumir função                     | Período                                         | Presidente (data de casamento)               | Referências e notas  |
| ------------------------------------------- | -------------------------------------------------------------------------------------- | ------------------------------------------- | ----------------------------------------------- | -------------------------------------------- | -------------------- |
|                                             | Mariana da Fonseca n. 10 de fevereiro de 1826 m. 9 de abril de 1905 (79 anos)          | 63 anos e 278 dias                          | 15 de novembro de 1889 — 23 de novembro de 1891 | Deodoro da Fonseca 16 de abril de 1860       | [ 6 ]                |
|                                             | Josina Peixoto n. 9 de agosto de 1857 m. 5 de novembro de 1911 (54 anos)               | 34 anos e 106 dias                          | 23 de novembro de 1891 — 15 de novembro de 1894 | Floriano Peixoto 11 de maio de 1872          | [ 7 ]                |
|                                             | Adelaide de Morais n. 17 de setembro de 1848 m. 8 de novembro de 1911 (63 anos)        | 46 anos e 59 dias                           | 15 de novembro de 1894 — 15 de novembro de 1898 | Prudente de Morais 28 de maio de 1866        | [ 8 ]                |
|                                             | Anna Gabriella Campos Salles n. 24 de janeiro de 1850 m. 31 de julho de 1919 (69 anos) | 48 anos e 295 dias                          | 15 de novembro de 1898 — 15 de novembro de 1902 | Campos Salles 8 de julho de 1865             | [ 9 ]                |
|                                             | Catita Rodrigues Alves n. 5 de outubro de 1879 m. 5 de novembro de 1958 (79 anos)      | 23 anos e 41 dias                           | 15 de novembro de 1902 — 8 de dezembro de 1904  | Rodrigues Alves Filhas                       | [ 10 ]               |
|                                             | Marieta Rodrigues Alves n. 18 de novembro de 1880 m. 29 de janeiro de 1957 (76 anos)   | 24 anos e 20 dias                           | 8 de dezembro de 1904 — 15 de novembro de 1906  | Rodrigues Alves Filhas                       | [ 10 ]               |
|                                             | Guilhermina Penna n. 21 de junho de 1857 m. 14 de julho de 1929 (72 anos)              | 49 anos e 147 dias                          | 15 de novembro de 1906 — 14 de junho de 1909    | Affonso Penna 23 de janeiro de 1875          | [ 11 ]               |
|                                             | Anita Peçanha n. 21 de março de 1873 m. 9 de abril de 1960 (87 anos)                   | 36 anos e 85 dias                           | 14 de junho de 1909 — 15 de novembro de 1910    | Nilo Peçanha 6 de dezembro de 1895           | [ 12 ]               |
|                                             | Orsina da Fonseca n. 17 de dezembro de 1858 m. 30 de novembro de 1912 (53 anos)        | 51 anos e 333 dias                          | 15 de novembro de 1910 — 30 de novembro de 1912 | Hermes da Fonseca 16 de abril de 1879        |                      |
| Vago; o presidente era viúvo.               | Vago; o presidente era viúvo.                                                          | Vago; o presidente era viúvo.               | 30 de novembro de 1912 — 8 de dezembro de 1913  | Hermes da Fonseca Viúvo                      |                      |
|                                             | Nair de Teffé n. 10 de junho de 1886 m. 10 de junho de 1981 (95 anos)                  | 27 anos e 181 dias                          | 8 de dezembro de 1913 — 15 de novembro de 1914  | Hermes da Fonseca 8 de dezembro de 1913      | [ 13 ] [ 14 ] [ 15 ] |
|                                             | Maria Pereira Gomes n. 19 de agosto de 1875 m. 14 de agosto de 1925 (49 anos)          | 39 anos e 88 dias                           | 15 de novembro de 1914 — 15 de novembro de 1918 | Venceslau Brás 12 de setembro de 1892        | [ 16 ]               |
|                                             | Marieta Rodrigues Alves n. 18 de novembro de 1880 m. 29 de janeiro de 1957 (76 anos)   | —                                           | —                                               | Rodrigues Alves Filha                        | [ nota 1 ]           |
|                                             | Francisca Ribeiro n. 9 de outubro de 1877 m. 18 de julho de 1965 (87 anos)             | 41 anos e 37 dias                           | 15 de novembro de 1918 — 28 de julho de 1919    | Delfim Moreira 11 de abril de 1891           | [ 17 ]               |
|                                             | Mary Pessoa n. 3 de junho de 1878 m. 31 de outubro de 1958 (79 anos)                   | 41 anos e 55 dias                           | 28 de julho de 1919 — 15 de novembro de 1922    | Epitácio Pessoa 8 de novembro de 1898        | [ 18 ]               |
|                                             | Clélia Bernardes n. 4 de fevereiro de 1876 m. 10 de junho de 1972 (96 anos)            | 46 anos e 284 dias                          | 15 de novembro de 1922 — 15 de novembro de 1926 | Artur Bernardes 15 de julho de 1903          | [ 16 ]               |
|                                             | Sophia Pereira de Sousa n. 27 de setembro de 1877 m. 28 de junho de 1934 (56 anos)     | 49 anos e 49 dias                           | 15 de novembro de 1926 — 24 de outubro de 1930  | Washington Luís 6 de março de 1900           | [ 16 ]               |
|                                             | Alice Prestes n. 21 de outubro de 1887 m. 9 de junho de 1940 (52 anos)                 | —                                           | —                                               | Júlio Prestes 3 de maio de 1906              | [ 19 ] [ nota 2 ]    |
| Vago; Junta Governativa Provisória de 1930. | Vago; Junta Governativa Provisória de 1930.                                            | Vago; Junta Governativa Provisória de 1930. | 24 de outubro de 1930 — 3 de novembro de 1930   | Junta Governativa Provisória de 1930         |                      |
|                                             | Darcy Vargas n. 12 de dezembro de 1895 m. 25 de junho de 1968 (72 anos)                | 34 anos e 326 dias                          | 3 de novembro de 1930 — 29 de outubro de 1945   | Getúlio Vargas 4 de março de 1911            |                      |
|                                             | Luzia Linhares n. 8 de junho de 1887 m. 14 de setembro de 1969 (82 anos)               | 58 anos e 143 dias                          | 29 de outubro de 1945 — 31 de janeiro de 1946   | José Linhares 26 de abril de 1913            | [ 16 ]               |
|                                             | Carmela Dutra n. 17 de setembro de 1884 m. 9 de outubro de 1947 (63 anos)              | 61 anos e 136 dias                          | 31 de janeiro de 1946 — 9 de outubro de 1947    | Eurico Gaspar Dutra 19 de fevereiro de 1914  | [ 20 ] [ 21 ]        |
| Vago; o presidente era viúvo.               | Vago; o presidente era viúvo.                                                          | Vago; o presidente era viúvo.               | 9 de outubro de 1947 — 31 de janeiro de 1951    | Eurico Gaspar Dutra Viúvo                    |                      |
|                                             | Darcy Vargas n. 12 de dezembro de 1895 m. 25 de junho de 1968 (72 anos)                | 55 anos e 50 dias                           | 31 de janeiro de 1951 — 24 de agosto de 1954    | Getúlio Vargas 4 de março de 1911            | [ 22 ]               |
|                                             | Jandira Café n. 17 de setembro de 1903 m. 28 de fevereiro de 1989 (85 anos)            | 50 anos e 341 dias                          | 24 de agosto de 1954 — 8 de novembro de 1955    | Café Filho 17 de setembro de 1921            | [ 23 ]               |
|                                             | Graciema da Luz n. 8 de janeiro de 1903 m. 25 de fevereiro de 1983 (80 anos)           | 52 anos e 304 dias                          | 8 de novembro de 1955 — 11 de novembro de 1955  | Carlos Luz 30 de junho de 1927               | [ 24 ]               |
|                                             | Beatriz Ramos n. 9 de outubro de 1898 m. 1 de junho de 1991 (92 anos)                  | 57 anos e 33 dias                           | 11 de novembro de 1955 — 31 de janeiro de 1956  | Nereu Ramos 15 de agosto de 1916             | [ 24 ]               |
|                                             | Sarah Kubitschek n. 5 de outubro de 1908 m. 4 de fevereiro de 1996 (87 anos)           | 47 anos e 118 dias                          | 31 de janeiro de 1956 — 31 de janeiro de 1961   | Juscelino Kubitschek 30 de dezembro de 1931  | [ 25 ]               |
|                                             | Eloá Quadros n. 13 de junho de 1923 m. 22 de novembro de 1990 (67 anos)                | 37 anos e 232 dias                          | 31 de janeiro de 1961 — 25 de agosto de 1961    | Jânio Quadros 26 de setembro de1942          | [ 26 ] [ 27 ]        |
|                                             | Sylvia Mazzilli n. 8 de julho de 1911 m. 6 de junho de 1993 (81 anos)                  | 50 anos e 48 dias                           | 25 de agosto de 1961 — 7 de setembro de 1961    | Ranieri Mazzilli 27 de junho de 1933         | [ 16 ]               |
|                                             | Maria Thereza Goulart n. 23 de agosto de 1936 (88 anos)                                | 25 anos e 25 dias                           | 7 de setembro de 1961 — 2 de abril de 1964      | João Goulart 26 de abril de 1955             | [ 28 ] [ 29 ]        |
|                                             | Sylvia Mazzilli n. 8 de julho de 1911 m. 6 de junho de 1993 (81 anos)                  | 52 anos e 269 dias                          | 2 de abril de 1964 — 15 de abril de 1964        | Ranieri Mazzilli 27 de junho de 1933         | [ 16 ]               |
|                                             | Antonietta Castello Branco n. 7 de novembro de 1922 m. 31 de outubro de 2010 (87 anos) | 41 anos e 129 dias                          | 15 de abril de 1964 — 15 de março de 1967       | Humberto Castello Branco Filha               |                      |
|                                             | Yolanda Costa e Silva n. 30 de outubro de 1907 m. 28 de julho de 1991 (83 anos)        | 59 anos e 136 dias                          | 15 de março de 1967 — 31 de agosto de 1969      | Artur Costa e Silva 22 de setembro de 1925   | [ 30 ]               |
|                                             | Mariquita Aleixo n. 7 de novembro de 1905 m. 21 de junho de 1989 (83 anos)             | —                                           | —                                               | Pedro Aleixo 29 de outubro de 1925           | [ nota 3 ]           |
| Vago; Junta militar brasileira de 1969.     | Vago; Junta militar brasileira de 1969.                                                | Vago; Junta militar brasileira de 1969.     | 31 de agosto de 1969 — 30 de outubro de 1969    | Junta militar brasileira de 1969             |                      |
|                                             | Scylla Médici n. 4 de outubro de 1907 m. 25 de janeiro de 2003 (95 anos)               | 62 anos e 26 dias                           | 30 de outubro de 1969 — 15 de março de 1974     | Emílio Garrastazu Médici 2 de maio de 1931   | [ 31 ]               |
|                                             | Lucy Geisel n. 24 de novembro de 1917 m. 3 de março de 2000 (82 anos)                  | 56 anos e 111 dias                          | 15 de março de 1974 — 15 de março de 1979       | Ernesto Geisel 10 de janeiro de 1940         | [ 32 ]               |
|                                             | Dulce Figueiredo n. 11 de maio de 1923 m. 6 de junho de 2011 (88 anos)                 | 55 anos e 308 dias                          | 15 de março de 1979 — 15 de março de 1985       | João Figueiredo 15 de janeiro de 1942        | [ 33 ]               |
|                                             | Risoleta Neves n. 20 de julho de 1917 m. 21 de setembro de 2003 (86 anos)              | —                                           | —                                               | Tancredo Neves 25 de maio de 1938            | [ 34 ] [ nota 4 ]    |
|                                             | Marly Sarney n. 4 de dezembro de 1931 (93 anos)                                        | 53 anos e 101 dias                          | 15 de março de 1985 — 15 de março de 1990       | José Sarney 12 de julho de 1952              | [ 35 ] [ 36 ]        |
|                                             | Rosane Collor n. 20 de outubro de 1964 (60 anos)                                       | 26 anos e 145 dias                          | 15 de março de 1990 — 29 de dezembro de 1992    | Fernando Collor 1984                         | [ 37 ]               |
| Vago; o presidente era divorciado.          | Vago; o presidente era divorciado.                                                     | Vago; o presidente era divorciado.          | 29 de dezembro de 1992 — 1 de janeiro de 1995   | Itamar Franco Divorciado                     | [ nota 5 ]           |
|                                             | Ruth Cardoso n. 19 de setembro de 1930 m. 24 de junho de 2008 (77 anos)                | 64 anos e 104 dias                          | 1 de janeiro de 1995 — 1 de janeiro de 2003     | Fernando Henrique Cardoso fevereiro de 1953  | [ 38 ] [ 39 ]        |
|                                             | Marisa Letícia Lula da Silva n. 7 de abril de 1950 m. 3 de fevereiro de 2017 (66 anos) | 52 anos e 269 dias                          | 1 de janeiro de 2003 — 1 de janeiro de 2011     | Luiz Inácio Lula da Silva 25 de maio de 1974 | [ 40 ]               |
| Vago; a presidente era divorciada.          | Vago; a presidente era divorciada.                                                     | Vago; a presidente era divorciada.          | 1 de janeiro de 2011 — 31 de agosto de 2016     | Dilma Rousseff Divorciada                    | [ nota 6 ]           |
|                                             | Marcela Temer n. 16 de maio de 1983 (42 anos)                                          | 33 anos e 107 dias                          | 31 de agosto de 2016 — 1 de janeiro de 2019     | Michel Temer 26 de julho de 2003             | [ 41 ]               |
|                                             | Michelle Bolsonaro n. 22 de março de 1982 (43 anos)                                    | 36 anos e 285 dias                          | 1 de janeiro de 2019 — 1 de janeiro de 2023     | Jair Bolsonaro 28 de novembro de 2007        | [ 42 ]               |
|                                             | Rosângela Lula da Silva n. 27 de agosto de 1966 (58 anos)                              | 56 anos e 127 dias                          | 1 de janeiro de 2023 — até a atualidade         | Luiz Inácio Lula da Silva 18 de maio de 2022 | [ 43 ]               |

## Outros cônjuges de presidentes do Brasil
Dois presidentes ficaram viúvos antes de suas presidências:
- Rodrigues Alves foi casado com Ana Guilhermina Rodrigues Alves de 1875 até a morte desta em 1891.[44]
- Humberto Castello Branco foi casado com Argentina Castello Branco de 1922 até a morte desta em 1963.[45]

Três presidentes foram viúvos e se casaram novamente antes de suas presidências:
- Epitácio Pessoa foi casado com Francisca Pessoa de 1894 até a morte desta em 1895. Ele foi posteriormente casado com Mary Pessoa de 1898 até 1942.[46]
- Carlos Luz foi casado com Maria José Luz de 1920 até a morte desta em 1924. Ele foi posteriormente casado com Graciema da Luz de 1927 até 1961.[47]
- Luiz Inácio Lula da Silva foi casado com Maria de Lurdes da Silva de 1969 até a morte desta em 1971. Ele foi posteriormente casado com Marisa Letícia Lula da Silva de 1974 até a morte desta em 2017.[48] Mais tarde se casou com Rosângela Lula da Silva em 2022.[49]

Cinco presidentes foram divorciados antes de suas presidências:
- Fernando Collor foi casado com Lilibeth Monteiro de Carvalho de 1975 a 1981.[50]
- Itamar Franco foi casado com Ana Elisa Surerus de 1968 a 1978.[51]
- Dilma Rousseff foi casada com Cláudio Linhares de 1967 a 1969 e com Carlos Araújo de 1969 a 2000.[52][53]
- Michel Temer foi casado com Maria Célia de Toledo de 1969 a 1987.[54]
- Jair Bolsonaro foi casado com Rogéria Nantes Braga de 1978 a 1997 e com Ana Cristina Valle de 1997 a 2007.[55][56]

Três presidentes se casaram novamente depois de suas presidências:
- Fernando Collor é casado com Caroline Collor desde 28 de outubro de 2005.[57]
- Fernando Henrique Cardoso é casado com Patrícia Kundrát desde 29 de janeiro de 2014.[58]
- Luiz Inácio Lula da Silva é casado com Rosângela Lula da Silva desde 18 de maio de 2022.[59]

#### Esposas dos membros das juntas militares
- Josefa Tasso Fragoso, esposa de Augusto Tasso Fragoso, general da Junta Governativa Provisória de 1930.[60]
- Leonor de Noronha, esposa de Isaías de Noronha, almirante da Junta Governativa Provisória de 1930.[61]
- Ernestina Menna Barreto, esposa de João de Deus Menna Barreto, general da Junta Governativa Provisória de 1930.[62]
- Isolina de Lyra Tavares, esposa de Aurélio de Lyra Tavares, general da Junta militar brasileira de 1969.[63]
- Ruth Rademaker, esposa de Augusto Rademaker, almirante da Junta militar brasileira de 1969.[64]
- Zilda de Souza Mello, esposa de Márcio de Souza Mello, brigadeiro da Junta militar brasileira de 1969.[65]